# Ciriacremum nigeriense
Ciriacremum nigeriense är en insektsart som beskrevs av Jennifer L. Hollis 1976. Ciriacremum nigeriense ingår i släktet Ciriacremum och familjen rundbladloppor. Inga underarter finns listade i Catalogue of Life.